# Französische Eishockeymeisterschaft 1912/13
Die Saison 1912/13 war die vierte Spielzeit der französischen Meisterschaft, der höchsten französischen Eishockeyspielklasse. Meister wurde zum insgesamt dritten Mal in der Vereinsgeschichte der Club des Patineurs de Paris.

## Meisterschaftsfinale
- Chamonix Hockey Club – Club des Patineurs de Paris 1:12